# Chiyoda-Panzerwagen
Der Chiyoda-Panzerwagen war der erste in Japan  entwickelte Panzerwagen, der offiziell von der Kaiserlich Japanischen Armee  übernommen und von 1932 bis 1937 produziert wurde.

## Geschichte
Der Chiyoda-Panzerwagen war einer von etlichen Panzerwagentypen, die für die Streitkräfte des Japanischen Kaiserreiches genutzt wurden. Die Entwicklung und Nutzung wurde von Teilstreitkräften bei Heer und Marine unterschiedlich behandelt. Bei den ersten gepanzerten Fahrzeugen, die durch Truppen des Kaiserreichs Japan eingesetzt wurden, handelte es sich anfangs um Lastkraftwagen, die mit Eisenplatten verkleidet sowie mit Maschinengewehren bewaffnet waren.
In den 1930er-Jahren wurden bei mehreren Herstellern Varianten von 3-achsigen Panzerwagen für unterschiedliche Truppengattungen und Anwendungen gebaut. Daher sind die Zuordnungen gelegentlich schwierig auseinanderzuhalten. Bekannt sind Fahrzeuge mit konstruktiven Ähnlichkeiten und zum Teil überlappenden Bezeichnungen für Panzerwagen Typ 93, Type 93 So-Mo, Sumida M.2593 und weitere. Besser erkennbar sind die für Schienenbetrieb gebauten und auch als Panzerzug genutzten Varianten des Breitspur-Triebwagen Typ 91 oder Typ 91 So-Mo (Marine-Version). Zusätzlich sind der Typ 2592 Radpanzer Osaka und mehrere ungepanzerte Artillerieschlepper, Mannschaftstransporter wie der Typ 98 Ko-Hi bekannt. Insbesondere die 1928 aufgestellten Spezial-Landungskräfte der Marine, die in der Mandschurei und in China stationiert waren, interessierten sich für die Panzerwagen.

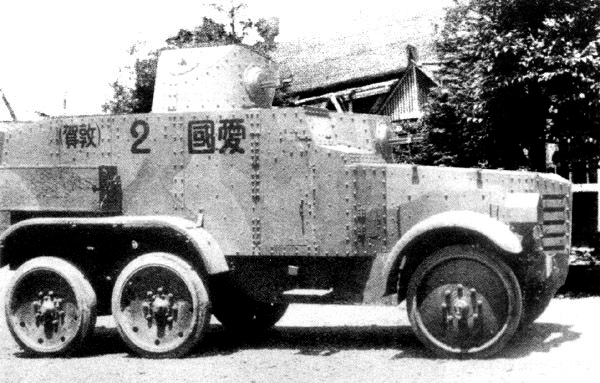
Panzerwagen Typ 92 Chiyoda
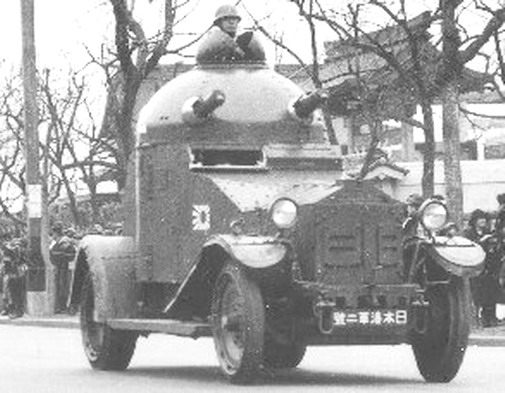
Japanischer Vickers-Crossley in Shanghai
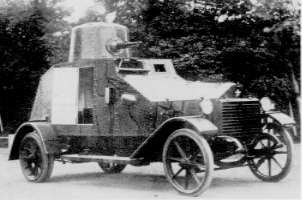
Früher Wolseley-Sumida
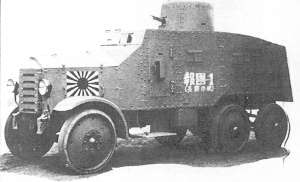
Panzerwagen Typ 93 Sumida

1930 wurde mit dem Chiyoda-Panzerwagen der erste in Japan hergestellte Panzerwagen beim Automobilwerk Chiyoda (später mehrfach fusioniert siehe auch Hino Jidōsha) als „Type QSW“. entworfen. Später folgte der Breitspur-Triebwagen Typ 91 im Jahr 1931. Kurz nach der Einführung der ersten japanischen Panzerwagen zeigte sich Bedarf nach stärkerer Panzerung und Bewaffnung. 1932 wurde von den Ishikawajima-Motorenwerken (heute Isuzu) das Modell Osaka Hokoku-go Typ 92 entworfen, das jedoch im Folgejahr durch den Panzerwagen Kokusan Typ 93 ersetzt wurde. Haupteinsatzzweck des Typ 93 war, der Infanterie Feuerunterstützung in Städten und Dörfern der von Japan besetzten Gebiete zu geben.
Von den Chiyoda-Panzerwagen wurden im Zeitraum 1932–1937 rund 200 Fahrzeuge gebaut.

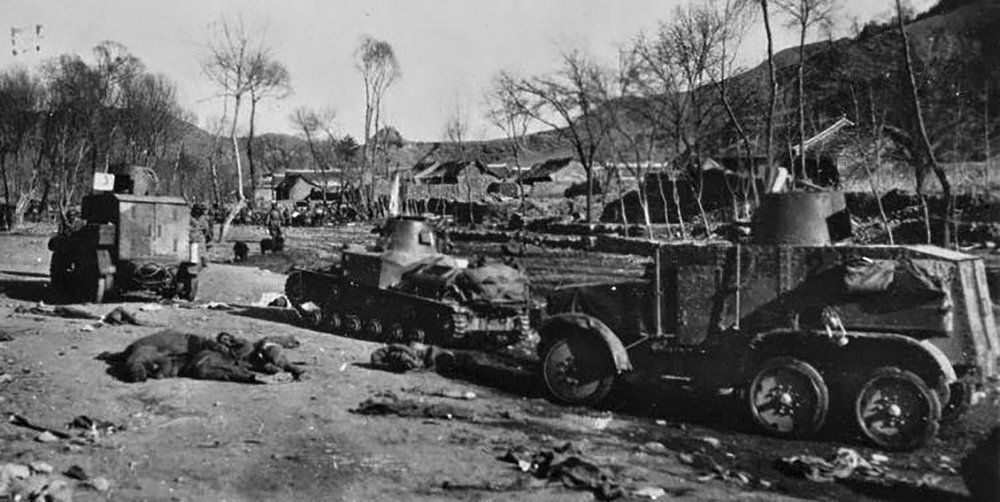
Chiyoda-Panzerwagen und Tankette Typ 92 Jū-Sōkōsha beim Einsatz in China (1930er-Jahre)

## Einsätze
Einige Chiyoda-Panzerwagen waren 1931 an der japanischen Intervention in der Mandschurei dabei und wurden 1932 in der ersten Schlacht von Shanghai eingesetzt. Die Fahrzeuge wurden sowohl im Kampfeinsatz als auch im Polizeidienst genutzt. Einsatzinformation zum Zweiten Weltkrieg ist nicht überliefert.

## Technik
Das Fahrzeug wurde bei Chiyoda „Type-QSW“ genannt. Es basierte auf der Technik des „Type-Q“, einem 3-achsigen Lastkraftwagen von Chiyoda. Der Aufbau hatte Ähnlichkeiten mit dem Wolseley-Panzerwagen, der von der japanischen Armee eingesetzt wurde. Der Turm hatte eine zylindrische Form mit einem (in Fahrtrichtung) abgeschrägten rechten oberen Teil. In diesem schrägen Abschnitt war eine Maschinengewehrhalterung montiert. Eine weitere MG-Halterung ebenfalls im Turm und eine dritte im links vom Fahrerplatz arrangiert. Darüber hinaus wurden auf jeder Seite des Kampfraums drei Schießscharten vorgesehen. Als Besatzung waren fünf Personen vorgesehen: ein Fahrer, drei Schützen und ein Kommandant. Die Bewaffnung bestand aus drei 6,5-mm-Maschinengewehren vom Typ 11. Teilweise werden als Bewaffnung auch 7,7-mm-Maschinengewehre genannt.